# 争取民主和社会主义党/梅特巴
争取民主和社会主义党/梅特巴（法語：Parti pour la démocratie et le socialisme/Metba，缩写为PDS/Metba）是布基纳法索的一个共产主义政党。
该党成立于2012年3月31日，由争取民主和社会主义党、非洲独立党、建设者公民联盟和法索梅特巴合并而成。该党的首任主席是哈马·阿尔巴·迪亚洛（1983年—1984年托马斯·桑卡拉执政时任上沃尔特外交部长，于2014年9月30日逝世）。